# Real Transportes Aéreos
A REAL Transportes Aéreos foi uma companhia aérea brasileira, fundada no ano de 1945 pelo empresário paulista Vicente Mammana Neto e extinta em 1961, quando foi incorporada à Varig.

## História
Em 1943 o empresário Vicente Mammana Neto criou a Companhia Santista de Aviação e adquiriu duas pequenas aeronaves Relliant. Mammana Neto vislumbrou a possibilidade de ampliar a frota da empresa com uma aeronave americana Aeronca em 1944, porém o negócio acabou barrado pelo governo brasileiro e a “Santista” acabou encerrando as atividades.Após o final da Segunda Guerra Mundial o governo dos Estados Unidos se viu com uma frota de milhares de aeronaves de transporte que se tornaram desnecessárias com o final do conflito. Assim, foi decidido pelo governo dos Estados Unidos que as aeronaves seriam vendidas para empresas aéreas e ou para a sucata.
Mammana Neto viu nesse evento uma oportunidade e associou-se ao piloto Lineu Gomes em novembro de 1945 fundando a empresa Redes Estaduais Aéreas Limitadas (REAL). Com um capital inicial de 400 mil cruzeiros, adquiriram do governo dos Estados Unidos uma aeronave Douglas DC-3. A iniciativa atraiu o empresário Armando de Aguiar Campos e dois outros DC-3 foram adquiridos.
Com as aeronaves DC-3 a REAL inaugurou sua primeira rota ligando o Rio de Janeiro (Aeroporto Santos Dumont) a São Paulo (Aeroporto de Congonhas) em 7 de fevereiro de 1946. Diferente das companhias aéreas existentes no país, a REAL decidiu operar com passagens mais acessíveis e isso fez com que seus voos partissem lotados. Até o final de 1946 a empresa atendia Curitiba. Para atender a grande demanda de passageiros, a REAL adquiriu dois Bristol 170. Devido a problemas técnicos e reclamações dos passageiros, as aeronaves acabaram revendidas em 1948.
Visando ampliar sua frota, a REAL transformou-se de empresa limitada para uma sociedade por ações em 13 de dezembro de 1946 e foi denominada REAL Transportes Aéreos S/A. A criação dessa sociedade, presidida agora pelo empresário Sebastião Paes de Almeida, permitiu a ampliação do capital da empresa e angariou recursos para a aquisição de dez DC-3.
Da segunda metade da década de 1940 até 1955, a empresa experimentou sua primeira grande expansão, pela aquisição de empresas menores. Em 1948 adquiriu a Linhas Aéreas Wright e em 1950 a LAN - Linhas Aéreas NATAL. Com essas compras, a frota da REAL chegou a 20 Douglas DC-3/C-47. 
Com a compra da LATB - Linha Aérea Transcontinental Brasileira, em agosto de 1951, a REAL expandiu consideravelmente sua malha na região nordeste do país.

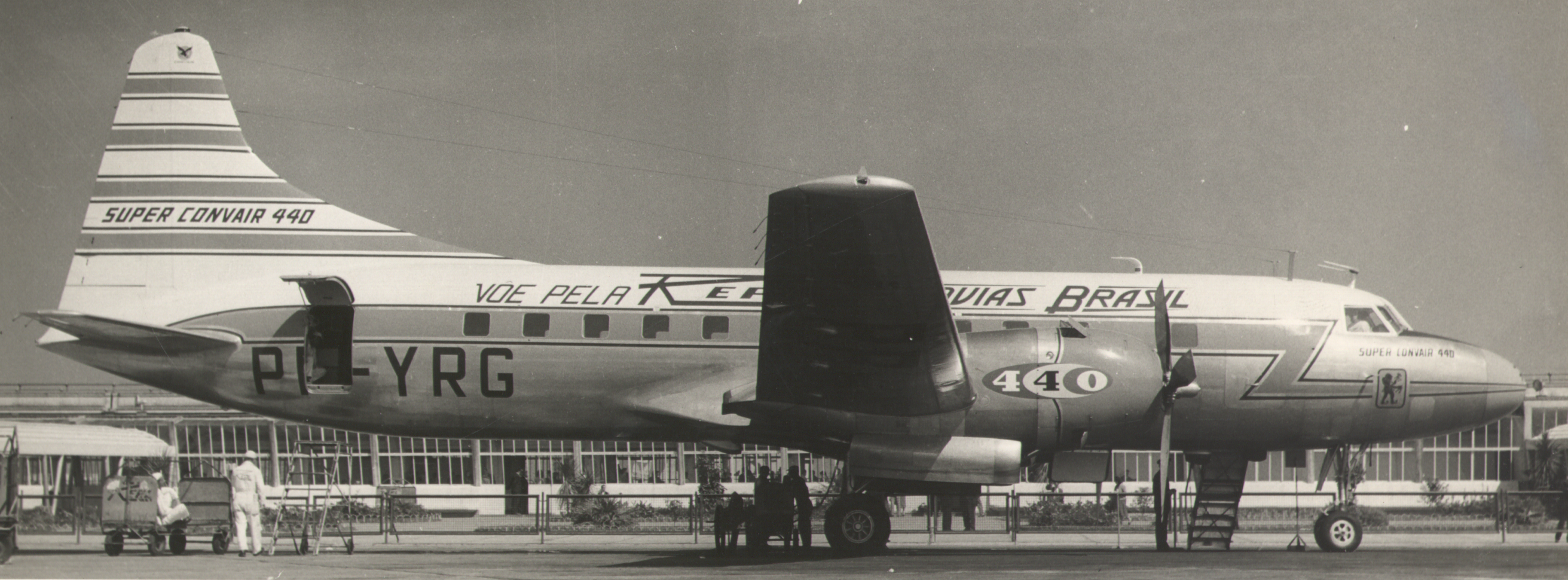
Convair CV-440 Metropolitan, operado pela Real Aerovias entre 1956 e 1961.

Entre 1954 e 1956 foram adquiridas também a Aerovias Brasil e a Transporte Aéreo Nacional. Finalmente, em 1957 adquiriu do empresário catarinense Omar Fontana, 50% do capital da Sadia, que em contrapartida passou a ocupar um cargo na Real.
Com todas estas incorporações, a frota chegou a 117 aeronaves, que colocaram a empresa em 7° lugar no ranking da IATA, a mais alta posição já ocupada por uma empresa aérea brasileira até então.
As primeiras rotas internacionais foram abertas em 1951, com voos para o Paraguai. Mas foi a compra dos 87% da Aerovias que levou a REAL a alçar voos para os Estados Unidos.
Em 1960 a Real mudou sua denominação para Real Aerovias Brasília e expandiu suas rotas, chegando a Tóquio. Porém, no ano seguinte, foi comprada pela Varig.

## Números da Real
- A Real chegou a ter uma frota de 117 aviões, dentre eles 86 Douglas DC-3/C-47 e 12 Convair, seis CV-340 e seis CV-440. Tais números a colocaram em 7° lugar no ranking da IATA em relação ao tamanho da frota, a mais alta posição já ocupada por uma empresa aérea brasileira, até então;

- A Real chegou a ter a maior frota de Douglas DC-3 do mundo, com 86 unidades, no ano de 1959;

- A empresa passou a se chamar Real - Aerovias, quando comprou 87% de uma companhia que se chamava Aerovias e fazia voos charter para Miami;

- Os Electras e Convairs 990A operados pela Varig, foram encomendados pela Real Aerovias. Curiosamente, os primeiros Electras possuíam uma falha de projeto que poderiam fazer com que as asas se partissem durante o vôo, o que fez com que ele tivesse uma péssima reputação no país de origem, embora o problema já tivesse sido solucionado. Devido a essa reputação, a Varig tentou cancelar a encomenda da Real, sem sucesso, porém os aviões se transformaram num sucesso no Brasil, operando a ponte-aérea Rio-São Paulo durante 30 anos.

## Aeronaves Operadas
- Convair : CV-340 e CV-440
- Douglas : DC-3/C-47, DC-6B
- Lockheed : L1049 Super H Constellation
- Outros : Curtiss C-46, Bristol 170, Aero Commander 560/680.

## Acidentes e incidentes
Segundo dados da organização Aviation Safety Network, a REAL Transportes Aéreos sofreu quinze acidentes aéreos durante suas operações:
- 1 de dezembro de 1949 - Ribeirão Claro, Paraná . Queda do DC-3 prefixo PP-YPM. A aeronave colidiu contra a encosta de um morro após enfrentar condições climáticas adversas, causando a morte de 20 dos seus 22 ocupantes;

- 10 de abril de 1957 - Pico do Papagaio, Ilha Anchieta, São Paulo. Queda do DC-3 PP-ANX após uma pane em um dos seus motores. A aeronave transportava 30 pessoas (4 tripulantes e 26 passageiros), sendo que apenas 4 sobreviveram ao acidente.
- 2 de novembro de 1957 - Praia da Baleia, São Sebastião, São Paulo. Um Douglas DC-4 PP-AXS, sofreu um incêndio em um dos seus motores desprendendo-se da asa. A aeronave pousou no mar na praia da Baleia, próximo a São Sebastião, no litoral norte de São Paulo. A perícia dos pilotos conseguiu evitar uma tragédia, e todas as 38 pessoas a bordo sobreviveram à queda.
- 25 de fevereiro de 1960 - Rio de Janeiro. Colisão aérea no Rio de Janeiro em 1960. Durante aproximação para pouso no aeroporto do Galeão, um Douglas RC-6D1 da Marinha dos Estados Unidos chocou-se com um Douglas DC-3 da REAL (prefixo PP-AXD). Saldo de 63 mortos e 3 feridos.

- 24 de junho de 1960 - Ilha dos Ferros, Rio de Janeiro. Voo REAL Transportes Aéreos 435. Queda do Convair 340 PP-YRB nos arredores da Ilha dos Ferros, matando os 54 ocupantes. As causas do acidente nunca foram descobertas.